# Bat-Mite
Bat-Mite est un personnage appartenant à DC Comics. Bat-Mite est un diablotin issue de la 5e dimension, celle de l'imagination, comme Mr Mxyztplk. Bat-Mite est un admirateur de Batman ; mais, par sa maladresse, il est essentiellement une nuisance pour le justicier. Son origine extra-dimensionnelle lui procure des pouvoirs qui semblent magiques. Bat-Mite repart souvent dans sa dimension de son propre chef quand il réalise qu'il a mis son idole en colère.

## Histoire éditoriale
Il est apparu pour la première fois dans Detective Comics n°267 en mai 1959. Il a été créé par Bill Finger et Sheldon Moldoff durant l'Âge d'argent des comics.

## Histoire fictive

### Pré-Crisis
Bat-Mite apparait régulièrement dans Batman, Detective Comics et World's Finest Comics pendant cinq ans. Bat-Mite et Mr. Mxyzptlk font équipe à quatre reprises dans les pages de World's Finest Comics pour tourmenter Superman et Batman ensemble. En 1964, cependant, quand les titres de Batman furent relancés sous le nouvel éditeur, Julius Schwartz, Bat-Mite disparu aux côtés d'autres membres étranges de la Batman Family tels que Ace le Bat-Chien. Après cela, seules trois histoires de Bat-Mite furent publiées dans l'Univers DC pré-Crisis : deux aventures où Bat-Mite et Mr. Mxyzptlk font équipe dans World's Finest Comics n°152 (août 1965) et n°169 (septembre 1967) (qui ne furent pas édités par Schwartz mais par Mort Weisinger), et "Bat-Mite's New York Adventure" de Detective Comics n°482 (février–mars 1979), dans lequel le diablotin visite les bureaux de DC Comics et insiste qu'on lui donne sa propre histoire dans un comics de Batman. L'histoire présente des manifestants réalisant un piquet de grève tout en criant « Nous voulons Bat-Mite ! » à l'extérieur du Tishman Building (où les bureaux éditoriaux de DC étaient localisés à l'époque), et était accompagné d'un commentaire éditorial annonçant que l'histoire était spécifiquement publiée pour reconnaitre les demandes des fans pour la relance du personnage.
Bat-Mite apparut plus tard dans une histoire d'une page du 200e numéro de The Brave and the Bold.

### Post-Crisis
Durant le run de Grant Morrison :
- Dans cette version, Bat-Mite est l'ami imaginaire de Bruce Wayne durant l'enfance de ce dernier. Bruce en fera une sorte de procédé mnémotechnique associé au mot Zurr-En-Arrh lui permettant de rester Batman tout en oubliant le reste de sa vie.

### The New 52
Le 6 février 2015, DC Comics annonce la série mensuelle Bat-Mite pour Juin 2015. La série en six numéros se conclut en novembre.

## Autres médias

### Télévision
- Les Nouvelles Aventures de Batman (1977), voix originale de Lou Scheimer
- Batman (1992-1995) voix de Pat Fraley
- Batman : L'Alliance des héros (2008-2011), voix originale de Paul Reubens

### Jeux vidéo
- DC Universe Online
- Batman : L'Alliance des héros
- Lego Batman 3 : Au-delà de Gotham